# Eugenia pasacaensis
Eugenia pasacaensis är en myrtenväxtart som beskrevs av Charles Budd Robinson. Eugenia pasacaensis ingår i släktet Eugenia och familjen myrtenväxter. Inga underarter finns listade i Catalogue of Life.